# 左文字源慶
左文字源慶（生卒年不詳）俗名安吉，通稱左衛門三郎，法名源慶，是日本鎌倉時代至南北朝時代的刀匠，為左文字派之祖。父親名為實阿，筑前國（現今福岡縣）出身。
向相模國（現今神奈川縣）鎌倉的刀工正宗學師。列正宗十哲之一。
所鑄多為短刀，太刀鑄過江雪左文字、宗三左文字，然而宗三左文字後被織田信長打磨後為打刀。

## 作品
- 太刀·江雪左文字（日本國寶）
- 打刀·宗三左文字（日本重要文化財產）
- 短刀·小夜左文字
- 短刀·太閤左文字